# Ковач, Тамаш (фехтовальщик)
Тамаш Ковач (венг. Kovács Tamás; 20 марта 1943, Будапешт, Венгрия) — венгерский фехтовальщик на саблях, двукратный бронзовый призёр Олимпийских игр (1968 и 1972) и двукратный чемпион мира (1966 и 1973) в составе команды Венгрии. Сын выдающегося фехтовальщика, 6-кратного олимпийского чемпиона Пала Ковача.